# Friedrich Wilhelm Joseph von Schelling
Pour les articles homonymes, voir Schelling.
Friedrich Wilhelm Joseph (von) Schelling (né le 27 janvier 1775 à Leonberg, près de Stuttgart, dans le duché de Wurtemberg et mort le 20 août 1854 à Bad Ragaz en Suisse) est un philosophe allemand, grand représentant de l'idéalisme allemand et proche du romantisme. Il eut pour collègues d'études au Tübinger Stift le philosophe Hegel et le poète Hölderlin. Disciple de Kant et de Fichte, il tente de dépasser la philosophie transcendantale en élaborant son propre système qui rompt avec la pensée de ses maîtres, mais qui se rapproche du spinozisme, la Naturphilosophie ou philosophie de la nature.
L'ensemble de sa vie intellectuelle sera marquée par la quête d'un système qui réconcilie la Nature et l'Esprit, les deux versants (inconscient et conscient) de l'Absolu. Cette quête le conduit dans un premier temps à construire sa « philosophie de l'identité », qui sera critiquée de manière polémique par son ex-ami Hegel, dans la préface à la Phénoménologie de l'Esprit (1807).
Schelling abandonne ensuite ce projet d'une philosophie de l'identité pour se consacrer aux Recherches sur la liberté humaine (1809) et aux Âges du Monde (1811-1815), qui tentent de rendre compte de la déchirure originelle de l'Absolu, sur laquelle se bâtit l'existence humaine. Ce projet, également inachevé, influencera profondément l'ontologie de Heidegger, et plus récemment, le matérialisme de Žižek.
S'ensuit alors la Spätphilosophie (dernière philosophie) de Schelling : ses leçons sur la « philosophie de la mythologie », puis sur la « philosophie de la Révélation », qui analysent la relation de Absolu aux manifestations religieuses telles que le polythéisme et le christianisme. Le projet de Schelling dans la dernière partie de sa vie est d'arriver à penser le « fait de l'existence », le caractère concret de la vie par opposition aux abstractions dialectiques de son ancien confrère Hegel.
De futurs grands penseurs assistent aux leçons de la Spätphilosophie, notamment Schopenhauer ou le philosophe et théologien Kierkegaard qui en reviendront déçus, le physiologiste Johannes Müller et son homonyme le philologue Max Müller, et le militant révolutionnaire et théoricien de l'anarchisme Mikhaïl Bakounine, qui s'inspirera de ses tendances matérialistes et de sa vision de l'esprit comme activité.

## Biographie
Schelling est né le 27 janvier 1775 à Leonberg, dans le duché de Wurtemberg. Son père est un pasteur luthérien, « un homme d'études, un savant, l'un des meilleurs orientalistes de son temps, disciple de Michaelis », qui lui enseigne l'hébreu et l'arabe.
Il fait ses études secondaires au Gymnasium (l'équivalent du lycée en France) de Nürtingen, où il apprend le latin et le grec ; il y rencontre Friedrich Hölderlin, de cinq ans son aîné. En octobre 1790, il entre au Tübinger Stift, séminaire protestant de Tübingen, où il a pour condisciples et amis Hölderlin et Hegel, plus âgés. En deux ans il obtient la maîtrise de philosophie, avec pour dissertation Antiquissimi de prima malorum humanorum origine philosophematis Gene. III explicandi tentamen criticum et philosophicum (« Essai d'explication critique et philosophique des plus anciens philosophèmes de Genèse III sur la première origine de la méchanceté humaine »).

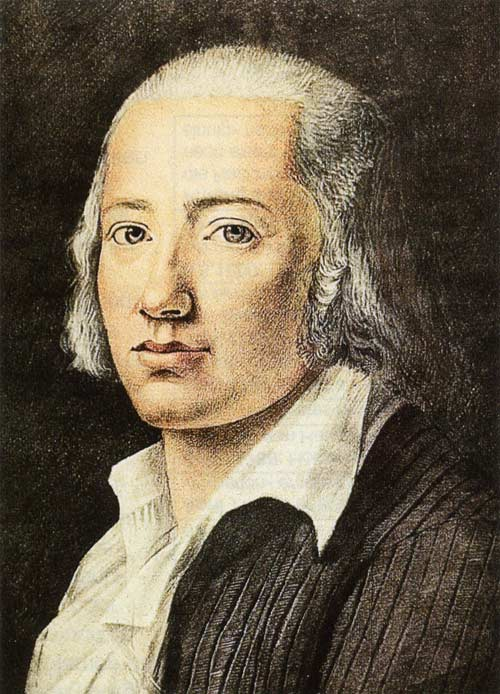
Le poète Friedrich Hölderlin, par Franz Karl Hiemer, 1792.

Influencé par Kant et Fichte (qu'il rencontre en mai 1794, peut-être aussi en juin 1793), il professe une philosophie du Moi (Du Moi comme principe de la philosophie, 1795). En 1795, il étudie le français à Francfort. En juin 1795, il présente, après deux années d'études en théologie, une dissertation sur Marcion et saint Paul (De Marcione Paullinarum epistolarum emendatore) ; il quitte le Stift en novembre 1795. Il devient de 1796 à 1798 précepteur des jeunes barons von Riedesel, à Leipzig. En même temps, à l'université de Leipzig, il étudie les sciences naturelles.
Vers 1795 ou 1797, il participe avec Hölderlin et Hegel à la rédaction d'un célèbre Systemprogramm (« Le plus ancien programme systématique de l'idéalisme allemand »), qui est un manifeste de l'idéalisme allemand. Son livre sur L'Âme du monde (1798) lui attire l'amitié de Goethe. À Dresde, en 1798, il rencontre les frères Schlegel (August, Friedrich), Novalis, les deux Tieck (Friedrich, Ludwig).
Il s'implique dans la philosophie de la nature dans son livre Système de l’idéalisme transcendantal publié en 1800. Cet idéalisme dit « objectif » accorde à la nature une réalité équivalente à celle du moi.
Il s'intéresse ensuite à Spinoza et à Giordano Bruno, et expose une « philosophie de l'identité » avec son livre Bruno : Dialogue sur le principe divin et le principe naturel des choses publié en 1802. Pour lui, de la nature ou de l’esprit, aucun n’est primitif, et l’une et l’autre dérivent de l’absolu où se confondent l’objectif et le subjectif. En juin 1802, après des études de médecine à Bamberg, il reçoit le grade de docteur en médecine, mais ne brille guère en ce domaine.
En 1803 il épouse Caroline, fille de l'orientaliste Michaelis et ex-femme de son ami August Wilhelm Schlegel, elle décède en septembre 1809, ce qui l'afflige profondément ; il épouse en secondes noces Pauline Gotter, en 1812, qui lui donne cinq enfants : Paul en 1813, Fritz en 1815, Caroline en 1817, Klara en 1818, Julie, Hermann en 1824. Fritz éditera les Œuvres complètes de son père.
En 1802, il lit Jakob Böhme, dont la pensée mystique influença ses Recherches sur la liberté humaine et ses Conférences de Stuttgart.
De 1811 à 1815, il écrit Weltalter (« Les Âges du Monde »), l'histoire métaphysique de l’absolu ou de Dieu, mais qui reste inachevée.
Schelling est nommé, avec le soutien de Goethe, professeur de philosophie à Iéna où il exerce entre 1798 et 1803, puis à Wurtzbourg où il enseigne entre 1803 et 1806. Il est ensuite affecté à Erlangen, avec l'appui du roi Maximilien Ier Joseph de Bavière, où il reste entre l'hiver 1821 et l'été 1823. Entre 1827 et 1841, il s'établit à Munich où il enseigne grâce au soutien de Louis Ier de Bavière. Il part ensuite à Berlin où il donne ses cours entre novembre 1841 et mars 1846, grâce à l'appui cette fois du futur Frédéric-Guillaume IV de Prusse, alors prince royal : Berlin souhaite à cette époque combattre la philosophie de Hegel.
Il se fâche avec beaucoup de monde, en particulier avec Fichte en 1801, Hegel en 1807, Friedrich Heinrich Jacobi en 1811, Franz von Baader en 1822, etc.
Schelling a cumulé les titres et les honneurs. Il est devenu vice-président de l'Académie des sciences à Munich, secrétaire perpétuel de l'Académie des beaux-arts à Munich en 1807, président de l'Académie des sciences à Munich en 1827, précepteur du prince héritier Maximilien II de Bavière (né en 1811), membre correspondant de l'Institut (en France, grâce à Victor Cousin) en 1834. Il reçoit en 1841 le titre d'anoblissement : « von Schelling, membre de l'Académie des sciences de Berlin ». Sa philosophie elle-même finit par remplacer l’« Absolu » par un « Dieu » plus personnel dans ses livres Philosophie de la mythologie publié en 1842 et Philosophie de la Révélation publié en 1854.
En France, Victor Cousin cherche la caution philosophique de Schelling, notamment dans la préface de la deuxième édition (1833) de ses Fragments philosophiques : la réponse de Schelling, sous forme de préface à la traduction allemande des Fragments de Cousin, en est une critique impitoyable (préface ensuite traduite en français par Félix Ravaisson en 1835, sous le titre « Jugement de Schelling sur la philosophie de M. Cousin »).
Son refus de publier entraîne, depuis les années 1827-1828, la circulation d'éditions pirates de ses cours ; il fait divers procès, mais il perd le dernier en 1846, contre Heinrich Paulus. C'est à la suite de ce échec qu'il pose sa démission du poste de professeur en mars 1846.
Schelling meurt le 20 août 1854 à Bad-Ragaz, en Suisse.

## Parcours philosophique
La philosophie de Schelling est une « odyssée intellectuelle », faite d'étapes (Iéna, Munich, Berlin, etc.) et de différentes strates : « philosophie de la nature », « philosophie de l'identité », philosophie de l'art, philosophie de la mythologie, « philosophie de la Révélation » et « philosophie rationnelle », philosophie positive (religieuse) ou bien philosophie négative, etc. Parfois les philosophies se complètent : "La philosophie de la Nature traite de la Nature comme le philosophe transcendantal traite le Moi." Parfois elles se succèdent (la philosophie de l'identité ne dure que de 1801 à 1808 inclus), ou elles s'emboîtent (la philosophie de la Révélation est une partie de la philosophie positive).

### Première période: le projet (1794-1801)

#### Premiers écrits: la philosophie du Moi (1794-1799)
Dès mai 1794, après avoir rencontré Fichte à Tübingen, Schelling s'intéresse à la philosophie. Il écrit Du Moi comme principe de la philosophie (1795). Le moi, ou plutôt la liberté (« L'essence du Moi est liberté » affirme Schelling), est identifiée à l'Absolu, à l'être (Seyn), ce qui fait l'objet d'une intuition intellectuelle (appelée « réflexion »). Ses Lettres sur le dogmatisme et le criticisme (1795-1796) positionnent le dogmatisme et le criticisme comme les grandes options de l'esprit. À la base du savoir se trouve l'opposition entre objet et sujet, et la synthèse, l'Être, objet d'une intuition intellectuelle.
"En nous tous est présente une faculté mystérieuse et merveilleuse, celle de nous retirer dans la partie la plus intime de nous-mêmes (...) afin d'intuitionner l'éternel en nous, sous la figure de l'immutabilité. Cette intuition est l'expérience la plus intime, la plus proche, celle dont dépend tout ce que nous savons et croyons quant au monde suprasensible" (Lettres sur le dogmatisme et le criticisme, in Premiers écrits, p. 189).
Pour le dogmatisme, le sujet est absorbé dans un objet absolu : Destin des stoïciens, Dieu des chrétiens, Substance de Spinoza ; pour le criticisme, l'objet est résorbé dans un sujet absolu : le Moi selon Fichte.
Il est possible que Schelling (ou alors Hegel, ou encore Hölderlin) ait rédigé Le plus ancien programme systématique de l'idéalisme allemand (1797 ?), deux feuillets annonçant une nouvelle physique, la dignité de la poésie, la primauté de l'idée d'humanité...
Dans le Système de l'idéalisme transcendantal (1800), Schelling pose deux activités en conflit, dont l'une est positive et « centrifuge » (l'affirmation, la production) ; l'autre négative, centripète, attractive (la réflexion). Ces deux activités antagonistes sont réconciliées par une troisième force, synthétisante et à plusieurs niveaux : l'univers, la matière, mon corps. La synthèse ou l'unité se laissent espérer d'une part dans l'organisme vivant, d'autre part dans l'art.

#### LaNaturphilosophie(1796-1800)

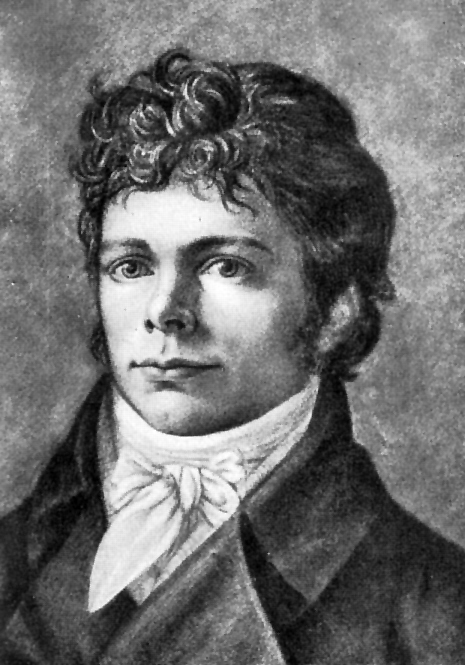
Schelling, par Christian Friedrich Tieck, vers 1800.

Dès 1796, après avoir étudié les sciences naturelles et avant d'avoir lancé la Revue de physique spéculative (1800) et obtenu son titre de médecin (juin 1802), Schelling fonde la Naturphilosophie allemande, qui est une « physique spéculative ». Il commence par Idées pour une philosophie de la nature (1797).
"La nature doit être l'esprit visible, l'esprit la nature invisible. C'est donc ici, dans l'identité absolue de l'esprit en nous et de la nature hors de nous, que le problème de la possibilité d'une nature hors de nous doit se résoudre" (S.W., II p. 56).
Un livre, où il abandonne la philosophie transcendantale, le rend célèbre et lui vaut l'amitié de Goethe : L'Âme du monde (1798). C'est « une hypothèse de physique supérieure pour expliquer l'organisme universel ». Il existe une "première force de la nature", un fluide expansif et centrifuge, l'éther, doublé d'une force attractive (négative). Ces deux forces se neutralisent dans la matière. Dans la Première esquisse d'une philosophie de la Nature (1799), Schelling soutient que l'individu est le moyen, l'espèce reste le but : « La Nature hait le sexe (...), elle aspire à revenir à l'identité générique ».

### La philosophie de l'art (1798-1805)
En septembre 1798, Schelling a la « révélation de l'art » en visitant la Galerie de Dresde[Laquelle ?]. Il fonde un idéalisme esthétique.
"L'Art est pour le philosophe la chose suprême : il lui ouvre pour ainsi dire le Saint des Saints, où brûlent en une seule flamme, éternellement et originellement réunis, ce qui est séparé dans la Nature et dans l'Histoire, et ce qui, dans la vie et l'action comme dans la pensée, doit se fuir éternellement... Ce que nous appelons Nature est un poème enfermé dans une merveilleuse écriture secrète. L'énigme pourrait pourtant se dévoiler si nous y reconnaissions l'odyssée de l'esprit qui, sous un leurre magique, se cherchant lui-même, se fuit lui-même" (Système de l'idéalisme transcendantal, 1800, in S.W., III, p. 627).
Sa Philosophie de l'Art date de 1802-1805.
D'après l'Encyclopædia Universalis, la possibilité existe qu'il ait écrit Les Veilles (Nachtwachen, 1804) sous le nom de plume Bonaventura.

### La philosophie de l'identité (1801-1807)
À partir de 1801, Schelling cesse de se rallier à Fichte. La philosophie de l'identité est un idéalisme transcendantal qui cherche l'origine de la science dans un absolu inhérent au moi et à la nature humaine. L'exposé fondamental de la philosophie de l'identité reste l'Exposé de mon système de philosophie (1801). Toute pensée particulière repose sur le principe d'identité (A = A), qui s'applique à la raison, mais aussi à la réalité. L'absolu est l'indifférence du sujet et de l'objet ; du point de vue de la Naturphilosophie, l'identité, comme fondement, est la force nocturne de la pesanteur, tandis que la lumière est l'identité comme existence et puissance, et que la cohésion se donne comme totalité organique individuelle (l'être vivant) ou cosmique (l'astre). Selon les Exposés ultérieurs (Fernere Darstellungen, 1802), « tout est absolu, tout est parfait, semblable à Dieu, éternel », écrit-il à la façon de Spinoza. Dans Bruno ou Du principe divin et du principe naturel des choses (1802) et Philosophie de l'art (1802-1803), Schelling subordonne nature et esprit à une instance supérieure, l'Idée absolue, posée comme leur point d'indifférence. L'absolu est l'unité de l'unité et de l'opposition. Dans Sur la relation du réel et de l'idéal dans la nature (1806), Schelling reprend sa Naturphilosophie à la lumière de sa philosophie de l'identité : la nature a un pôle réel (la pesanteur) et un pôle idéal (la lumière) ; ces deux éléments se révèlent identiques dans l'organisme. La philosophie de l'identité pose trois divisions : la nature, l'esprit, l'art, mais son sujet, c'est l'absolu, à savoir l'identité, car l'essence c'est l'identique, indifférence de deux termes, le sujet (l'idéal) et l'objet (le réel). L'absolu est l'identité (éternelle) de soi-même (le sujet) et de soi comme autre (J.-F. Marquet). Vers 1809, Schelling préfère une philosophie de type historique et il revient à un sujet qui n'est plus le moi ou la nature mais Dieu.

### Deuxième période: la crise (1808-1827)

#### Les recherches sur la liberté humaine (1809)
À son étonnement, un nouveau livre obtient un grand retentissement : Recherches philosophiques sur l'essence de la liberté humaine (1809). Désir et sens (Verstand) s'opposent, comme s'opposaient dans la Naturphilosophie pesanteur et lumière, ou dans la philosophie de l'identité conscience et inconscience, objet et sujet, être et étant. La liberté se place à l'intersection de la nature et de l'histoire, du désir et du sens. Le vouloir est tenu pour l'être originaire. Schelling affirme la réalité du Mal et cherche son origine en Dieu :
« Puisque le mal est indéniablement effectif, au moins comme opposition universelle au bien, il ne fait donc d'emblée aucun doute qu'il n'ait été nécessaire à la révélation de Dieu. »
Schelling, sous l'influence de Jakob Böhme, distingue Fondement (Grund) et Existence (Existenz). Le Fondement est la base de Dieu, désir aveugle, obscur, indéterminé d'exister, c'est l'autre de Dieu chez Dieu lui-même. L'Existence est la manifestation, c'est une sortie hors-de-soi (une ex-stase), un mouvement divin d'amour et de révélation. Ici Schelling donne naissance à une philosophie de l'existence, à laquelle s'intéressera Søren Kierkegaard, son auditeur de novembre 1841 à février 1842 à Berlin, avant d'être déçu. Le Mal est la disjonction entre Fondement et Existence. Schelling fait surgir un troisième principe, le Fondement originaire (Urgrund), qui est peut-être le fond commun, la base unique du Fondement et de l'Existence.

#### Les Âges du monde (1809-1827)
Il se lance dans une grandiose épopée retraçant la naissance des dieux : Les Âges du monde. L'ouvrage a connu trois versions (1811, 1813, 1815) et n'a été publié que de façon posthume et reste inachevé. Il commence ainsi : "Le passé est su, le présent est connu, le pressenti est prophétisé." "Le présent", marqué par le caractère de la dualité, aurait compris l'exposé de la philosophie de la nature et de la philosophie de l'esprit. "Le passé" aurait évoqué l'état initial où nature et esprit ne faisaient encore qu'un. "L'avenir" aurait prophétisé leur réconciliation finale et l'unification qui en résulte dans la vie même de Dieu. Schelling essaie de penser le rapport entre deux pôles, le Fond et sa manifestation. Jacques Rivelaygue résume les trois versions successives de ce livre inachevé : "En 1811, le Dieu sujet existant se fait vouloir aveugle pour poser son autre ; en 1813, c'est un vouloir aveugle, prédicat sans sujet, qui produit peu à peu le sujet réel existant (Dieu comme personne) auquel il se rattache ; en 1815, c'est un principe synthétique qui produit les deux autres. Toutes ces solutions se révèlent impraticables".

### Troisième période: les dieux (1827-1854)

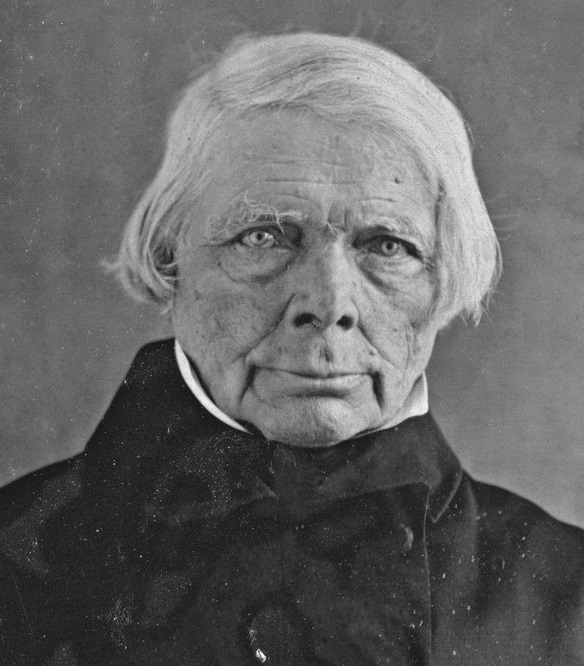
Schelling en 1848 (daguerréotype).

#### Philosophie de la mythologie (1821)
"L'art, la religion et la philosophie, telles sont les trois sphères de l'activité humaine où se manifeste l'esprit suprême comme tel... Dieu, cette notion constitue le dernier terme de la philosophie" (Pour l'histoire de la philosophie, in Essais, trad. S. Jankélévitch, 1946).
En 1821, à Erlangen, Schelling commence des cours sur la philosophie de la mythologie. Le texte clef est Introduction à la philosophie de la mythologie, première partie : Introduction historico-critique, un cours, publié de façon posthume en 1857. Pour Schelling, la mythologie est un phénomène autonome, un « processus théogonique » qui se déroule au sein de la conscience de l'humanité. D'après Schelling, la clef pour comprendre la mythologie n'est pas "l'allégorie", qui veut la ramener à un sens conceptuel présupposé, mais la « tautégorie », c'est-à-dire le sens qui émerge de son développement même. Ce développement va des conceptions astrales aux conceptions anthropomorphiques de la divinité qui constituent le prélude de la Révélation ou de la présentation de Dieu en tant que personne et dans sa forme interne de personne, à l'homme.

#### Philosophie de la Révélation (1831), philosophie rationnelle (1847-1852)
Dans ses Leçons de Munich (1828), Schelling distingue philosophie positive et philosophie négative. Il élabore une « philosophie de la Révélation », enseignée dès 1831 à Munich, exposée en cours dès 1841-1842 à Berlin, publiée dans la seconde partie de l'Introduction à la philosophie de la mythologie (1847-1852) : Exposé de la philosophie purement rationnelle. Il semble que l'expression « philosophie négative » désigne la philosophie de l'identité et que « philosophie positive » regroupe philosophie de la mythologie et philosophie de la Révélation. Le point de départ est l'idée de l'Être (das Seyende), cela qui n'est pas un être et qui n'est pas mais peut être. La Philosophie de la Révélation, fut publiée de façon posthume. La première partie pose la différence entre "philosophie positive" et "philosophie négative". La philosophie moderne, de Descartes à Hegel, est négative : elle a pour point de départ l'idée de l'Être, pure essence qui trouve devant soi l'existence comme un destin nécessaire ; la philosophie positive, elle, part de l'hypothèse d'un Dieu qui possède déjà nécessairement l'existence. La deuxième partie donne les bases métaphysiques ; Schelling développe une philosophie des « puissances », au nombre de trois (d'abord des éons, des dimensions temporelles et périodes transhistoriques et historiques ; ensuite des principes et des causes ; enfin des Personnes, le Père et le Fils) (Xavier Tilliette). La troisième et dernière partie traite de la Révélation, elle est christologie, satanologie, ecclésiologie.
Ainsi, pour Xavier Tilliette, cette philosophie « ne s'achève pas en système logique omnicompréhensif, mais en acte de foi généralisé, qui prend la physionomie d'une christologie, donc hors des lisières d'une philosophie de la religion proprement dite ».

## Postérité
La philosophie de Schelling a eu une influence sur ses auditeurs Søren Kierkegaard et Mikhaïl Bakounine. Mais ils ont fini par s'en démarquer.
Martin Heidegger fait des cours sur sa métaphysique, notamment sur les Recherches sur la liberté humaine.
En France, les philosophes Victor Cousin et Félix Ravaisson se mettent en contact avec Schelling, lisent son œuvre et s'en inspirent. Mais Schelling se désolidarise de la pensée de Cousin.
Après lui avoir consacré une thèse ( " L'Odyssée de la conscience dans la dernière philosophie de Schelling " ), Vladimir Jankélévitch représente aussi, à bien des égards, un héritier de la pensée de Schelling.
Sur la base de la dialectique spéculative, anticipée, comme elle l'a été par rapport à d'innombrables autres phénomènes enos, une théorie importante sur la nature de la lumière, que le physicien Louis de Broglie a prouvé être vraie seulement 150 ans plus tard.
Et un astéroïde (12661) Schelling est nommé en honneur de Schelling.